# Crocodilo-do-oeste-africano
O crocodilo-do-oeste-africano ou crocodilo-do-deserto (Crocodylus suchus) é uma espécie de crocodilo africano relacionado - e, muitas vezes confundido  - com o crocodilo-do-nilo (Crocodylus niloticus).

## Descoberta e separação das espécies

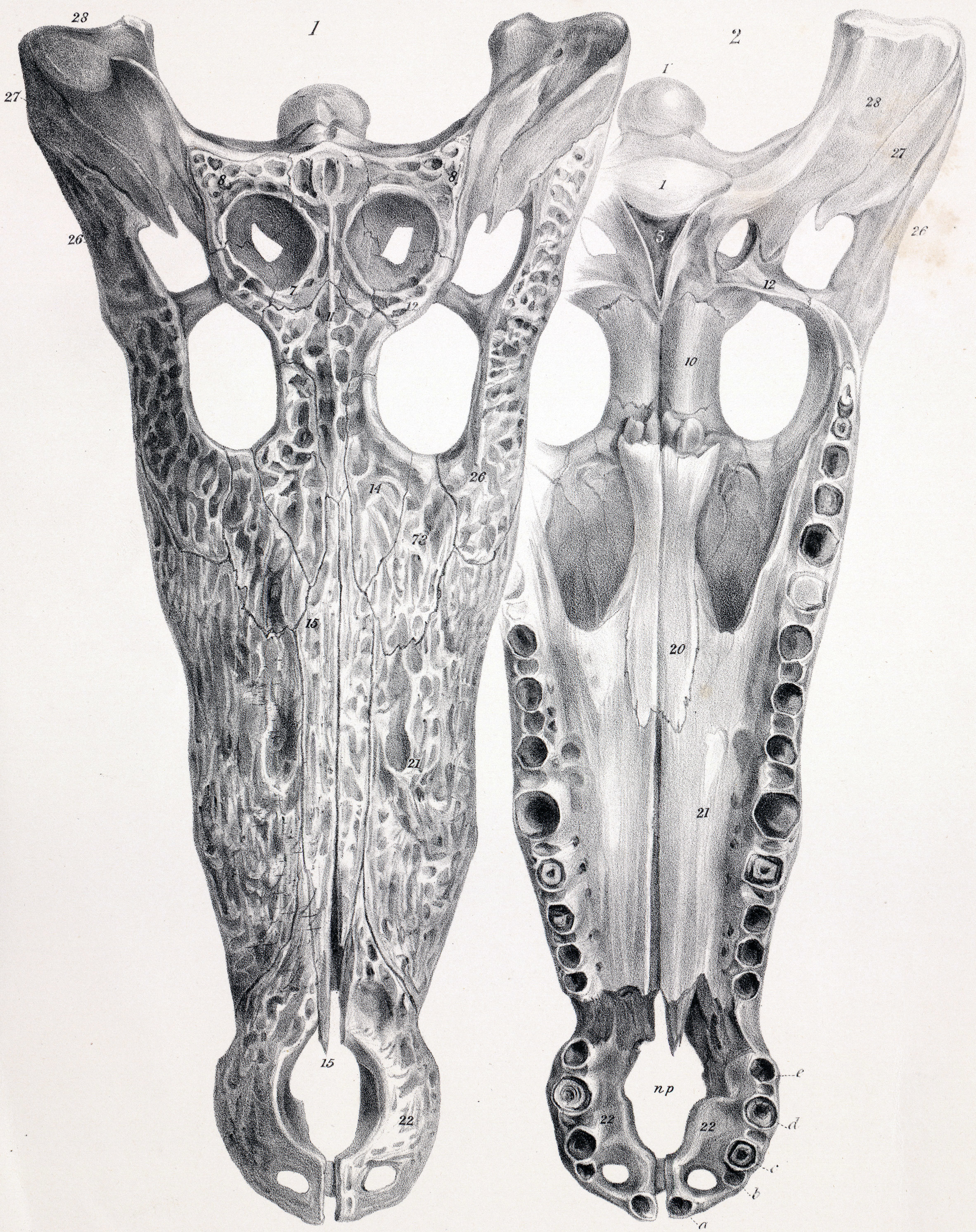
Crânio de um espécime mumificado de Crocodylus suchus, 1870

A espécie foi nomeada por Étienne Geoffroy Saint-Hilaire , em 1807, que descobriu diferenças entre os crânios de um crocodilo mumificado e os de C. niloticus. Esta nova espécie foi, no entanto, durante um longo período considerada como um sinônimo do crocodilo-do-nilo ou como uma subespécie, sendo denominada como Crocodylus niloticus suchus. No entanto, um estudo em 2011 mostrou que todos os crocodilos mumificados do Egito pertenciam a uma espécie diferente de C. niloticus e assim ressuscitou o nome C. suchus.

## Distribuição geográfica
O crocodilo-do-oeste-africano habita o Norte da África na Mauritânia, Benin, Nigéria, Níger, Camarões, Chade, República Centro Africana, Guiné Equatorial, Senegal, Mali, Guiné, Gâmbia , Burkina Faso, Gana, Togo, Costa do Marfim, República Democrática do Congo e Uganda (Uganda tem tanto crocodilos-do-nilo quanto os do oeste africano). Um espécime de C. suchus  também existe no St. Augustine Alligator Farm Zoological Park e um casal vive no Zoológico de Copenhague.

## Relacionamento com os seres humanos

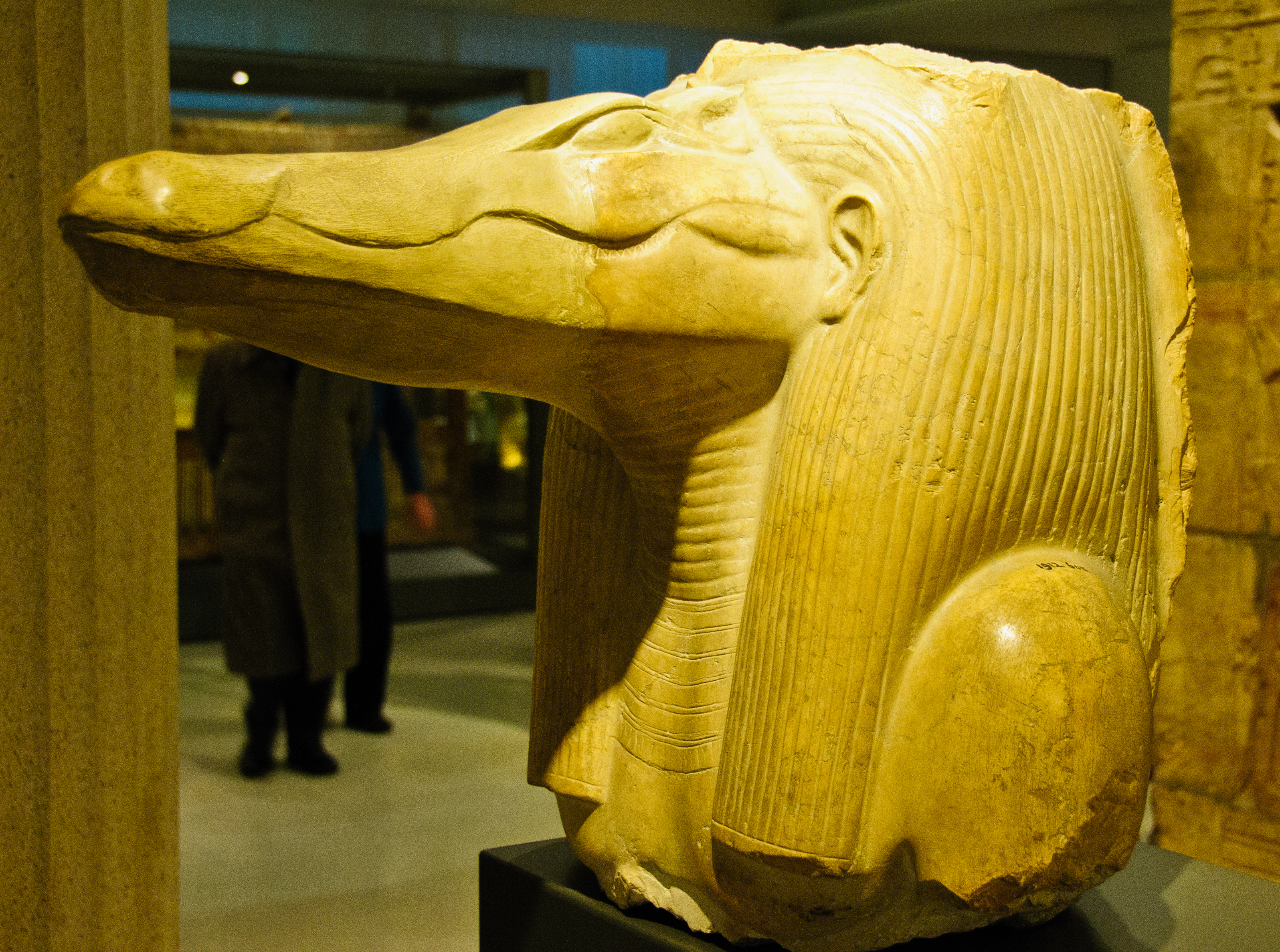
Busto de Suco, a antiga divindade crocodiliana egípcia

O povo do Egito Antigo adorava Suco, uma divindade com o corpo de homem e a cabeça de um crocodilo e que era associado a fertilidade, proteção e simbolizava o poder do faraó. Os egípcios tiveram uma relação ambivalente com Suco, como fizeram (e fazem) com C. suchus; às vezes eles caçavam crocodilos injuriando Suco, e às vezes os viam como protetores e fonte de poder para o faraó. C. suchus era conhecido por ser mais dócil do que o Crocodylus niloticus e foi escolhido pelos antigos egípcios para rituais sagrados, incluindo  a mumificação. Um recente teste de DNA revelou que todos os crocodilos mumificados amostrados de Grutas de Tebas, Tumbas de Samoun e Haute, no Egito pertencia a esta espécie.
Historicamente, C. suchus habitavam o rio Nilo no Baixo Egito, juntamente com o crocodilo do Nilo. Heródoto escreveu que os sacerdotes do Antigo Egito foram seletivos ao escolher crocodilos. Os sacerdotes estavam cientes da diferença entre as duas espécies, pois o C. suchus era menor e mais dócil, tornando-o mais fácil de pegar e amansar.  Heródoto também indicou que alguns egípcios mantinham crocodilos como animais de estimação. No templo de Suco em Arsinoé, um crocodilo foi mantido na piscina do templo, onde foi alimentado, coberto de jóias e adorado pelos sacerdotes. Quando os crocodilos morriam, eles eram embalsamados, mumificados, colocados em sarcófagos e, em seguida, enterrado em um túmulo sagrado. Muitos espécimes mumificados de Crocodylus suchus e até mesmo ovos desse crocodilo foram encontrados em tumbas egípcias.

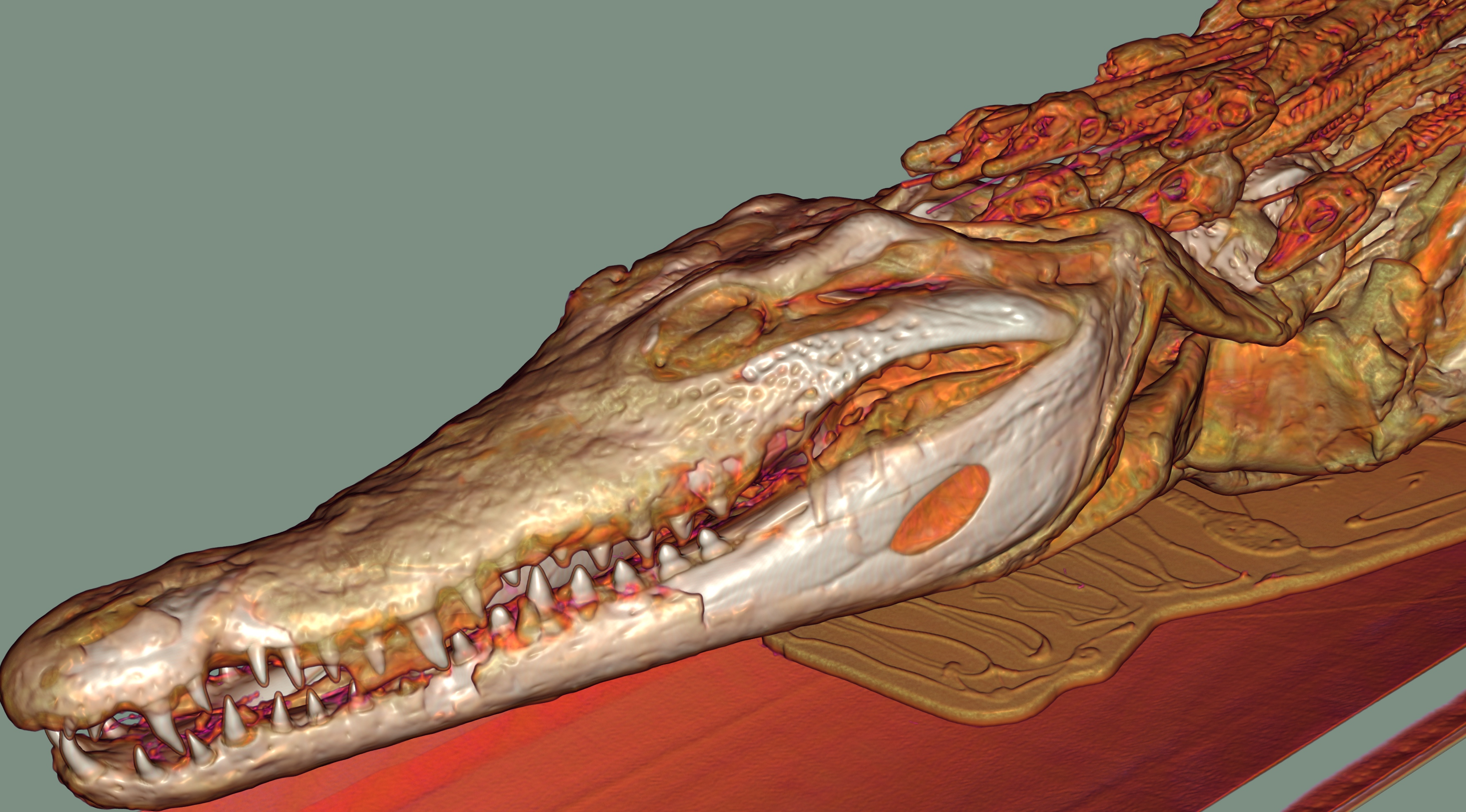
A tomografia computadorizada de uma múmia de crocodilo com filhotes em suas costas

Rituais de magia foram usados para amansar os crocodilos no Egito Antigo, e mesmo nos tempos modernos pescadores núbios enchem e montam crocodilos de pelúcia em suas portas para afastar o mal.